# ARM7TDMI
Le ARM7TDMI est un cœur de processeur développé en 1995 par la société ARM qui présente les spécifications suivants :
- une architecture RISC 32 bits avec un jeu d'instruction simple,
- une faible consommation en fonctionnement,
- un second jeu d'instructions 16 bits compact : le Thumb.

On retrouve ce processeur dans les produits  de la famille SAM7 développées par Atmel et dans certaines consoles portables Nintendo : Game Boy Advance et Nintendo DS.